# Pas de femmes
Pour plus de détails, voir Fiche technique et Distribution.
Pas de femmes est un film français réalisé par Mario Bonnard, sorti en 1932

## Synopsis
Le professeur Branck a inventé Fortuna une machine procurant une chance absolue, fortune et réussite, à celui qui l'utilise, à condition d'être vierge. Tentant l'expérience, Lucien Lepur, un camelot qui n'a encore jamais connu de femme, devient l'homme de tous les succès. 
Mais il regrette bientôt Micheline sa fiancée et se trouve sous l'emprise du professeur Branck. Aidée par Casimir, Micheline arrache Lucien au professeur Branck. Tombant dans les bras de celle-ci, Lucien perd tous ses pouvoirs mais gagne l'amour.

## Fiche technique
- Réalisation : Mario Bonnard
- Scénario : Georgius d'après sa pièce
- Adaptation, dialogues : Georgius
- Musique : Henri Poussigue
- Production : Prima Films
- Tournage : janvier et février 1932
- Pays d'origine :  France
- Format : Son mono - 35 mm - Noir et blanc - 1,37:1
- Genre : Comédie
- Durée : 80 min
- Date de sortie : 
  - France - 9 juillet 1932

## Distribution
- Georgius : Lucien Lepur, le camelot
- Fernandel : Casimir, le garçon de café
- Jacqueline Jacquet : Micheline, la fiancée de Lucien
- Raymond Aimos : Albert, l'accordéoniste de rue
- Pierre Finaly : Le professeur Branck
- Teddy Dargy : Mme Bectaupieu, la secrétaire du Pr Branck
- Georges Bever : le pharmacien
- Oreste Bilancia : le client désirant un café
- Francine Chevreuse
- William Burke

Non crédité :
- Edmond Day : un élève du Pr Branck